# Dragon – Die Bruce Lee Story
Dragon – Die Bruce Lee Story ist ein US-amerikanischer Martial-Arts-Film und eine Filmbiographie über Bruce Lee aus dem Jahr 1993. Regie führte Rob Cohen, die Hauptrolle übernahm Jason Scott Lee.

## Handlung
Der Film vollzieht das Leben von Bruce Lee nach, das aus der Sicht seiner Ehefrau Linda Lee erzählt wird.
Als der Vater von Bruce Lee träumt, dass dieser von bösen Dämonen heimgesucht wird, schickt er seinen Sohn auf eine Kung-Fu-Schule. Als Bruce aus Versehen einen englischen Marinesoldaten schwer verletzt, schickt ihn der Vater in die USA. Hier beginnt Bruce zu jobben und lernt Linda kennen, die später seine Frau wird. Linda überzeugt Bruce davon, eine eigene Kung Fu-Schule zu eröffnen. Bruce wird während einer Kampfkunst-Demonstration für das Fernsehen entdeckt und spielt eine der Hauptrollen in der Serie Green Hornet. Die Serie wird aber nach einer Staffel wieder eingestellt und nachdem er bei der Besetzung für die neue Serie Kung Fu übergangen wird, geht er nach Hongkong und wird mit drei Martial-Arts-Filmen zum neuen Superstar in Asien.
Während der frühen Dreharbeiten zu Game of Death kommt Warner Brothers mit dem Angebot zu einer internationalen Kinoproduktion auf Bruce Lee zu: Enter the Dragon. Bruce Lee erhofft sich mit diesem Film auch auf dem amerikanischen Markt als erfolgreicher Filmstar durchzusetzen. Am Ende stirbt er unter mysteriösen Umständen während der Postproduktion von Enter the Dragon und den Vorbereitungen zur Fortsetzung der Dreharbeiten zu dem Film Game of Death, noch bevor Enter the Dragon mit einem unglaublichen Erfolg einschlägt und ihn zum internationalen Superstar aufsteigen lässt.

## Hintergrund
- Der Film basiert unter anderem auf einer Biographie über Bruce Lee, welche von seiner Frau Linda Lee Cadwell verfasst wurde. Das Werk trägt den Titel Bruce Lee: The Man Only I Knew.
- Der Film ist Bruce Lees Sohn Brandon Lee gewidmet, der im selben Jahr bei den Dreharbeiten zu The Crow – Die Krähe verstarb.
- Dragon – Die Bruce Lee Story spielte weltweit 63.513.743 US-Dollar an den Kinokassen ein.

## Wahrheit und Fiktion
Da der Film eher ein Hollywood-Drama denn authentischer Biographiefilm ist, enthält er viele Unwahrheiten, die zum Teil sehr stark von der Realität abweichen.
- Lee begann im Alter von 13 Jahren Wing Chun zu trainieren, nachdem er in einem Straßenkampf verprügelt wurde, nicht wegen innerer Dämonen.
- Lees erster Schüler in den USA hieß Jesse R. Glover, und die beiden hatten von 1959 bis 1963 Kontakt. Lee und Linda Lee Cadwell (geborene Emery) trafen sich 1963. Im Film heißt Glover Jerome Sprout und trifft Lee 1963 oder ´64, als er bereits mit Emery zusammen ist.
- Während des Drehs von The Green Hornet setzte sich der Hauptdarsteller Van Williams sehr für seinen nicht-weißen Co-Star ein, aber er stieß bei Produzenten auf taube Ohren. Im Film wird sein Verhalten gegenüber Lee eher feindlich dargestellt.
- Wong Jack-man trat Lee nicht in den Rücken, während dieser sich vom Kampf-Ort entfernte. Der Kampf fand Ende 1964 statt. Aber in Lees eigener Schule, und nicht wie im Film dargestellt in einer Art Tempel. Lee war 23 oder 24 Jahre alt, Wong 22 oder 23. Laut dem Film war Wongs Tritt in Lees Rücken für dessen Rückenverletzung verantwortlich. In Wirklichkeit klemmte sich Lee im August 1970 beim Gewichtetraining einen Sacral-Nerv im Rücken ein. In der amerikanischen Dokumentationsreihe Autopsy - The last hours of..., welche sich im Jahr 2017 mit Lees Tod beschäftigte, las der Pathologe Dr. Michael Hunter Lees Krankenakte durch und sagt, die Rückenverletzung sei kein eingeklemmter Sacralnerv, sondern ein Bandscheibenvorfall (Slipped Disc) gewesen. Wongs Name im Film lautet Johnny Sun.
- Es gab nie einen zweiten Kampf zwischen Wong und Lee. Des Weiteren ist der Kampf zwischen Wongs Bruder und Lee am Set von Bruce Lee – Die Todesfaust des Cheng Li ebenfalls frei erfunden.
- Das Buch „The Tao of Jeet Kune Do“, deutscher Titel „Bruce Lees Jeet Kune Do“, wurde erst nach Lees Tod veröffentlicht. Im Film ist die Veröffentlichung während seines Lebens.
- Lee verstarb sechs Tage bevor Enter the Dragon (Der Mann mit der Todeskralle) Premiere hatte. Im Film heißt es am Ende, er sei drei Wochen vorher gestorben.
- Lees Tod wurde nie eindeutig geklärt, aber es gab viele Informationen. Laut Film fiel er in ein „mysteriöses Koma“, dessen Ursache unbekannt sein soll.

## Auszeichnungen
Jason Scott Lee erhielt 1994 eine Nominierung für den MTV Movie Award in der Kategorie Best Breakthrough Performance.
Die Deutsche Film- und Medienbewertung FBW in Wiesbaden verlieh dem Film das Prädikat wertvoll.

## Kritiken
„An der Herstellung einer amerikanischen Legende interessiert, bleibt der Film ungenau in der asiatisch-kulturellen Verwurzelung des Stars. Interesse wecken einige brillant vorgetragene Kämpfe.“

„Alles stimmt bei diesem Film, aber über Bruce Lee erfahren wir nicht viel. Denn Cohen hat nur ein magisches Märchen aus Karate und Patriotismus gedreht.“

In einem Artikel im Asian Journal of Communication aus dem Jahr 2013 bezeichnete der Wissenschaftler Zheng Zhu Dragon neben Kiss of the Dragon (2001) und The Tuxedo (2002) als Filme, die mit der westlichen Tradition, asiatische Männer als asexuell darzustellen, brechen, und erklärte, dass sie in Kampfkunstfilmen zwar häufig als Helden, aber nur selten als romantisch oder liebend dargestellt werden. Zhu stellt fest, dass die Filme, die jeweils einen asiatischen Kampfkünstler mit einer weißen Partnerin zeigen, die konventionelle Darstellung eines „dominanten weißen Ritters und einer unterwürfigen orientalischen Dame“ umkehren. Allerdings übt er auch Kritik an der Darstellung dieser Beziehungen. So zeigt jeder Film, dass „weiße Frauen die wichtigste Rolle spielen“, wenn es darum geht, chinesischen Männern zum Erfolg zu verhelfen, wie Lindas Unterstützung für Bruce bei der Genesung von seiner Rückenverletzung zeigt. Asiatische Männer, so argumentiert Zhu, werden als unfähig dargestellt, in der westlichen Gesellschaft Erfolg zu haben, wenn sie nicht von weißen Frauen unterstützt werden.